# 迪波内戈罗大学
迪波内戈罗大学，是印尼中爪哇的一所大学，1956年作为私立高等教育机构成立，1961年取得国立大学的地位。该大学的名字取自一位18世纪反抗荷兰人统治的印尼王子迪波内戈罗。迪波内戈罗大学分布的校址分布在三宝垄等地的多个位置，占地面积为2009862平方米，包括7个校区和1个服务区。